# Jadwiga Kruczyk
Jadwiga Kruczyk (zm. 17 września 2019) – polska geofizyk, dr hab.

## Życiorys
Obroniła pracę doktorską, następnie uzyskała stopień doktora habilitowanego. Pracowała na stanowisku docenta w Instytucie Geofizyki Polskiej Akademii Nauk, oraz pełniła funkcję kierownika Pracowni Paleomagnetycznej w Zakładzie Magnetyzmu.
Zmarła 17 września 2019.

## Publikacje
- 2002: Rock-Magnetic Characteristics of Metamorphic Rocks from the Kłodzko metamorphic unit (Sudetes, SW Poland) (abstract)[2]
- 2002: Rock-Magnetic Characteristics of Metamorphic Rocks from the Kłodzko Metamorphic Unit (Sudetes, SW Poland)[2]
- 2008: Mineralogy and magnetism of Fe-Cr spinel series minerals from podiform chromities and dunites from Tapadla (Sudetic ophiolite, SW Poland) and their relationship to paleomagnetic results of dunites[2]
- 2008: Mineralogy and magmatism of Fe-Cr spinel series minerals from podiform chromitites and dunites from Tšpadła (Sudetic ophiolite, SW Poland) and their relationship to palaeomagnetic results of the dunites[2]